# Nekrolog 1439
Nekrolog
◄◄
| ◄
| 1435
| 1436
| 1437
| 1438
| 1439 | 1440 | 1441 | 1442 | 1443 | ► | ►►
Weitere Ereignisse | Allgemeiner Nekrolog 1439
Die Beschreibung der verstorbenen Person sollte so kurz wie möglich gehalten sein und nur deren signifikante Tätigkeit(en) enthalten.
Neue Namen ggf. auch unter dem Geburts- und Sterbedatum, also etwa unter 1. Januar und im Geburts- und Sterbejahr (2024) eintragen (nur bei entsprechender großer Wichtigkeit). Für Beispiele siehe die schon vorhandenen Artikel.
Außerdem über die fünf zuletzt Verstorbenen, zu denen es einen ausreichend guten Artikel für eine Präsentation auf der Hauptseite gibt, nach der todesbedingten Überarbeitung der Artikel ggf. auch unter Wikipedia Diskussion:Hauptseite informieren und sie am besten auch in den anderen Wikipedia-Sprachversionen eintragen. Tipp: Regelmäßig bei news.google.de nach „ist tot“, „gestorben“ oder „verstorben“ suchen.
Wenn eine Person gestorben ist, gibt es viele Seiten zu dieser Person in der Wikipedia, die davon auch betroffen sind und entsprechend aktualisiert werden müssen. Beispiele: Namenübersichtsseite, Geburtsjahr, Geburtsort-Seiten und viele mehr.
Wie finde ich die betroffenen Seiten?
Im Suchfeld auf der linken Seite gibt man den Suchbegriff so ein: „Vorname Nachname“. Dann klickt man auf Volltext und alle Seiten mit entsprechendem Suchtext werden aufgerufen. Hier sieht man dann schnell, wo auch das Todesjahr Sinn macht oder sogar ein Teil des Artikels angepasst werden muss. Auch hilft das „Werkzeug“ auf der linken Seite sehr gut, um solche Seiten aufzufinden: „Links auf diese Seite“. Somit ist die Wikipedia wieder aktuell in allen Bereichen! Hinweis: bei Eintragung der Kategorie „Gestorben JAHR“ wird der Missbrauchsfilter 49 ausgelöst, was jedoch nicht schlimm ist. Siehe: Spezial:Missbrauchsfilter/49
Dies ist eine Liste von im Jahr 1439 verstorbenen bekannten Persönlichkeiten. Die Einträge erfolgen innerhalb der einzelnen Daten alphabetisch sortiert. Tiere sind im Nekrolog für Tiere zu finden.

## Januar
| Tag        | Name            | Beruf, bekannt als                                 | Alter | Beleg |
| ---------- | --------------- | -------------------------------------------------- | ----- | ----- |
| 10. Januar | Georg Russinger | Schweizer Benediktinermönch, Abt des Klosters Muri |       |       |

## Februar
| Tag         | Name               | Beruf, bekannt als                                        | Alter | Beleg |
| ----------- | ------------------ | --------------------------------------------------------- | ----- | ----- |
| 4. Februar  | Antonio Casini     | italienischer Geistlicher, Bischof von Siena und Kardinal |       |       |
| 6. Februar  | Johann Dederoth    | Benediktinermönch und Abt der Klöster Clus und Bursfelde  |       |       |
| 14. Februar | Heinrich von Ahaus | Förderer der Brüder und Schwestern vom gemeinsamen Leben  |       |       |

## März
| Tag      | Name                     | Beruf, bekannt als                                               | Alter | Beleg |
| -------- | ------------------------ | ---------------------------------------------------------------- | ----- | ----- |
| 1. März  | Katharina von Lothringen | Markgräfin von Baden                                             |       |       |
| 20. März | Thomas Peuntner          | österreichischer Theologe; Verfasser mehrerer Erbauungsschriften |       |       |

## April
| Tag       | Name         | Beruf, bekannt als           | Alter | Beleg |
| --------- | ------------ | ---------------------------- | ----- | ----- |
| 12. April | Johann I.    | Herzog von herzoglich Glogau |       |       |
| 25. April | Avigdor Kara | Rabbi                        |       |       |

## Mai
| Tag     | Name                 | Beruf, bekannt als                               | Alter | Beleg |
| ------- | -------------------- | ------------------------------------------------ | ----- | ----- |
| 6. Mai  | Spytko von Mahlstein | polnischer Ritter                                |       |       |
| 19. Mai | Iban von Rothenstein | Abt im Kloster Füssen, Marienberg und Wessobrunn |       |       |

## Juni
| Tag      | Name                                  | Beruf, bekannt als                               | Alter | Beleg |
| -------- | ------------------------------------- | ------------------------------------------------ | ----- | ----- |
| 4. Juni  | Adolf von Essen                       | deutscher Mönch                                  |       |       |
| 19. Juni | Philibert de Montjeu                  | burgundischer Geistlicher, Bischof von Coutances |       |       |
| 24. Juni | Friedrich IV.                         | Herzog                                           |       |       |
| 26. Juni | Archibald Douglas, 5. Earl of Douglas | schottischer Adliger                             |       |       |

## Juli
| Tag      | Name             | Beruf, bekannt als   | Alter | Beleg |
| -------- | ---------------- | -------------------- | ----- | ----- |
| 10. Juli | Ludovico Pontano | italienischer Jurist |       |       |

## August
| Tag        | Name                | Beruf, bekannt als                              | Alter | Beleg |
| ---------- | ------------------- | ----------------------------------------------- | ----- | ----- |
| 27. August | John Grey de Ruthyn | englischer Ritter, Mitglied des Hosenbandordens |       |       |

## September
| Tag           | Name                     | Beruf, bekannt als                                                                                | Alter | Beleg |
| ------------- | ------------------------ | ------------------------------------------------------------------------------------------------- | ----- | ----- |
| 4. September  | Christian von Prachatitz | tschechischer Gelehrter, Rektor der Karlsuniversität und Administrator der utraquistischen Kirche |       |       |
| 8. September  | Johannes Schele          | Bischof von Lübeck                                                                                |       |       |
| 10. September | Jacques de Crèvecœur     | französisch-burgundischer Adliger                                                                 |       |       |
| 10. September | Konrad V.                | Herzog von Oels, Cosel, Beuthen und Steinau                                                       |       |       |
| 14. September | Erich Krummediek         | deutscher Ritter und Diplomat in dänischen Diensten                                               |       |       |

## Oktober
| Tag         | Name                  | Beruf, bekannt als                                                                   | Alter | Beleg |
| ----------- | --------------------- | ------------------------------------------------------------------------------------ | ----- | ----- |
| 6. Oktober  | Wilhelm II. von Diest | Bischof von Straßburg                                                                |       |       |
| 16. Oktober | Ambrož Hradecký       | tschechischer Priester, Anführer der Hussiten                                        |       |       |
| 21. Oktober | Ambrogio Traversari   | Ordensgeneral                                                                        | 53    |       |
| 27. Oktober | Albrecht II.          | römisch-deutscher König, König von Ungarn und Böhmen, Herzog von Österreich          | 42    |       |
| 29. Oktober | Antoine de Vergy      | Graf von Dammartin, Berater und Kammerherr des Königs sowie Marschall von Frankreich |       |       |

## November
| Tag          | Name                                   | Beruf, bekannt als                                                                                          | Alter | Beleg |
| ------------ | -------------------------------------- | --- | ----- | ----- |
| 4. November  | Raban von Helmstatt                    | Bischof von Speyer                                                                                          |       |       |
| 18. November | Agnes II. von Braunschweig-Grubenhagen | Äbtissin des Stiftes Gandersheim                                                                            |       |       |
| 18. November | Anna von Veldenz                       | Gräfin des zweiten Geschlechtes der Grafen von Veldenz und durch Heirat Pfalzgräfin von Simmern-Zweibrücken |       |       |
| 30. November | Ugo Benzi                              | Philosoph, Theologe und Professor der Medizin in Pavia, Bologna, Florenz und Padua                          | 63    |       |

## Dezember
| Tag          | Name                                       | Beruf, bekannt als                                           | Alter | Beleg |
| ------------ | ------------------------------------------ | ------------------------------------------------------------ | ----- | ----- |
| 1. Dezember  | Johannes Rode                              | Abt von St. Matthias Trier, Klosterreformer                  |       |       |
| 14. Dezember | Swene ter Poorten                          | Ordensfrau im Kloster Diepenveen                             |       |       |
| 17. Dezember | Maria von Trapezunt                        | Gattin des byzantinischen Kaisers Johannes VIII. Palaiologos |       |       |
| 27. Dezember | Isabel le Despenser, 5. Baroness Burghersh | englische Adlige                                             | 39    |       |

## Datum unbekannt
| Tag                   | Name                    | Beruf, bekannt als                                                                           | Alter | Beleg |
| --------------------- | ----------------------- | -------------------------------------------------------------------------------------------- | ----- | ----- |
|                       | Peter von Burgsdorff    | Bischof von Lebus                                                                            |       |       |
| Oktober oder November | Jacopo Caldora          | italienischer Kondottiere                                                                    |       |       |
|                       | Eitel Friedrich I.      | Adliger der schwäbischen Linie der Hohenzollern                                              |       |       |
|                       | Joseph II.              | Patriarch von Konstantinopel                                                                 |       |       |
|                       | Nikolaus von Prüm       | deutscher Kirchenrechtler, Professor an der Universität Löwen, Offizial des Erzbistums Trier |       |       |
|                       | Wilhelm von Wachtendonk | Drost von Krickenbeck                                                                        |       |       |
|                       | Claus de Werve          | niederländischer Bildhauer                                                                   |       |       |